# Suddenlife Gaming
Der Begriff Suddenlife Gaming beschreibt eine Form des Spielens, bei der Fiktion unverhofft (engl. sudden) im Alltag von Menschen aufbricht. Durch Plötzlichkeit und überraschende Wendungen fiktiver Ereignisse werden die affektive Ansprache der Spieler befördert und die Unmittelbarkeit des Erlebens erreicht. Suddenlife Gaming ist eine Variante des transmedialen Erzählens.

## Begriffsgeschichte
Der Terminus Suddenlife Gaming ist ein von Peggy Jürges geprägter Neologismus. Er beschreibt ein Phänomen, das immer wieder in Alternate Reality Games (ARG) und in anderen Formen des inszenierten Erlebens vorkommt. Seit 2012 wurde der Begriff wiederholt von verschiedenen Medien in Zusammenhang mit Berichten über transmediale Kunst- und Spielformen aufgegriffen und verbreitet.

## Funktionsweise
Suddenlife Gaming wirkt unmittelbar in den Alltag der Teilnehmer von Alternate Reality Games und Erlebnisgeschichten ein. In der Regel nehmen die Betroffenen wissentlich an einem Spiel teil und werden mit Hilfe verschiedener Medien wie Telefon, E-Mail oder per Post in dessen Verlauf involviert. Es gibt jedoch auch Formen von Suddenlife Gaming, in denen Menschen zufällig überrascht werden. Beim bekannten ARG „I love Bees“ (2004) klingelten beispielsweise überall in den USA zu bestimmten Zeiten Münztelefone. Wenn ahnungslose Passanten abnahmen, hörten sie seltsame Sounds wie aus einer anderen Welt und konnten mit einer außerirdischen Intelligenz sprechen – ein typischer Fall von Suddenlife Gaming. Darüber hinaus gibt es auch Suddenlife Gaming-Erlebnisse, die sich aus der direkten Begegnung mit Personen, also aus inszenierten Schauspielereinsätzen, ergeben.
Entscheidend für das Funktionieren von Suddenlife Gaming ist, dass die Betroffenen sich nicht sicher sein können, was sie wann erwartet. Umfang, Art und Länge der Erlebnisse variieren. Sie können sich auf kurze Momente beschränken oder über mehrere Wochen gehen und sich aus diversen Elementen wie Telefonanrufen, Postsendungen oder E-Mails ergeben, die sich nach und nach zu einer Geschichte oder Konstellation zusammenfügen. Auf diese Weise wird Immersion erzeugt und schrittweise gesteigert: Die Spieler werden gezielt mit fiktiven oder teilweise fiktiven Inhalten in Beziehung gesetzt, zu denen sie sich verhalten müssen. Dabei können die Grenzen von Fiktion und Wirklichkeit verwischen, was der gewünschten affektiven Ansprache zuträglich sein kann.

## Verbreitung und Tendenzen
Ähnliche Mittel und Prinzipien werden auch bei künstlerischen und politischen Aktionen angewandt, etwa bei Formen der Kommunikationsguerilla, oder kommen als Instrumente des viralen Marketings und der Personalbeschaffung zum Einsatz. Darüber hinaus wird Suddenlife Gaming zunehmend im Erlebnisgeschenkbereich eingesetzt. Auch Wissenschaftler wie Mathias Mertens beschäftigen sich mittlerweile mit Suddenlife Gaming und dessen Phänomenen.